# Rathenow
Rathenow (phát âm tiếng Đức: [ˈʁaːtənoː]) là một đô thị thuộc huyện Havelland, bang Brandenburg, Đức.

## Thành phố kết nghĩa
- Złotów, Ba Lan
- Rendsburg, Đức